# Маријана Мараш
Маријана Мараш ( арап. مريانا بنت فتح الله بن نصر الله مرّاش Maryānā bint Fatḥ Allāh bin Naṣrallāh Marrāsh) била је сиријска списатељица и песникиња покрета Нахде, арапске ренесансе. Оживела је традицију књижевних салона на Блиском истоку и била је прва Сиријка која је објавила збирку поезије. Сматра се првом женом која је писала за арапске дневне новине.

## Биографија

### Детињство и образовање
Маријана Мараш је рођена 1848. године у Алепу, у Сирији под османском влашћу, у старој мелкитској трговачкој породици познатој по својим књижевним интересима. Пошто су стекли богатство и углед у 18. веку, чланови породице Мараш били су врло чувени у Алепу, иако су пролазили кроз невоље: Маријанин рођак, Бутрус Мараш, у априлу 1818. године убијен је од стране грчких православних фундаменталиста. Други мелкитски католици протерани су из Алепа током прогона, међу њима и свештеник Џибраил Мараш. Маријанин отац, Фетхулах, покушао је да смири међуверски сукоб писањем помирења 1849. године, у којем је одбацио Филиокве. Он је изградио велику приватну библиотеку, како би својој деци, Франсису, Абдулаху и Маријани омогућио детаљно образовање, посебно у области арапског језика и књижевности. Према речима Мерилин Бут, Маријанина мајка је била из "познате породице Ал-Антаки", којој је припадао и надбискуп Деметри Антахи.
Алеп је у то време био значајан интелектуални центар Османског царства, са многим филозофима и писцима који су се бавили будућношћу Арапа. У француским мисионарским школама је породица Мараш учила арапски језик, заједно са француским, италијанским и енглеским језицима. Обезбеђујући својој ћерки образовање, у време када жене на Блиском истоку нису имале никакав приступ, Маријанини родитељи оспорили су тада широко распрострањено уверење да девојка не треба да се образује, "како не би седела у пријемној соби за мушкарце", како цитира Мерилин Бут. Тако је Фетхулах уписао своју петогодишњу ћерку у маронитску школу. Касније, Маријану су училе монахиње св. Јосифа у Алепу. На крају је похађала енглеску школу у Бејруту. Поред формалног образовања у овим школама, где је била изложена француској и англосаксонској култури, подучавали су је и њен отац и браћа, нарочито на тему арапске књижевности. Прве биографије Маријане помињу да је била надарена за француски, арапски и математику, и да је свирала канон и прелепо певала.
Сиријски историчар Мухамед Рагиб ал-Табах написао је да је била јединствена у Алепу и да су је „људи гледали другачијим очима”. Иако је имала пуно удварача, она у почетку није желела да се уда. Међутим, након смрти њене мајке, убедили су је да ступи у брак и изабрала је за мужа Хабиба Гадбана, локалног хришћанина. Имали су једног сина и две ћерке.

### Литерарна каријера
Већ од 1870. године, Мараш је почела да пише чланке и песме за часописе, посебно ал-Џинан и Лисан ал-хал, оба из Бејрута. У својим чланцима је критиковала стање арапских жена, позивајући их, без обзира на њихову верску припадност, да траже право на образовање и да се изјасне о питањима која их се тичу. Њена збирка поезије Бинт фикр објављена је у Бејруту 1893. године. Маријана Мараш је добила дозволу од османских власти да штампа своју књигу након састављања хвалоспева за султана Абдул Хамида II. У неколико других хвалоспева из њене колекције, такође се помињу османски гувернери Алепа. Њена поезија била је у много традиционалнијем стилу од поезије њеног брата Франсиса, као што се може видети у елегији коју је она компоновала у част његовој смрти; ипак је била највештија у поезији француских романтика, нарочито Алфонс де Ламартина и Алфреда Де Мисеа. Сами Кајали је рекао о Маријани Мараш:

Појава жене која пише за штампу и ствара поезију у овој мрачној ери била је значајан догађај. Наша модерна историја показује да је било тешко чак и мушкарцима да читају и пишу; Њено појављивање у овим мрачним ноћима било је попут сјајне звезде у центру неба.
Њени радови укључују и историју османске Сирије, Шаблон:''Tarikh Suriya al-hadith'', прву књигу о овој теми.

## Дела

### Најзначајнији радови
- Bint fikr (Ћерка мисли), 1893.
- Tārīkh Sūriyā al-ḥadīth (Модерна историја Сирије).[24]

### Чланци
- "Shāmāt al-jinān" (Пеге из баште), al-Jinān, 1870.[25]